# LG Optimus Vu
LG Optimus Vu (còn được biết đến với tên LG Intuition cho nhà mạng Verizon) là một thiết bị lại giữa điện thoại thông minh/máy tính bảng hybrid ("phablet") chạy hệ điều hành Android, được phát hành vào tháng 8 năm 2012, với tỉ lệ 4:3 trên màn hình hiển thị 5.0-inch — giữa tỉ lệ quy ước của các điện thoại thông minh và máy tính bảng lớn. Nó được trang bị CPU Nvidia Tegra 3 4 nhân cùng GPU Nvidia ULP GeForce. Phiên bản cho thị trường Hàn Quốc, với tên gọi LG Optimus Vu F100S, được phát hành vào tháng 3 năm 2012, được trang bị CPU Snapdragon Qualcomm MSM 8660 1.5 GHz 2 nhân và GPU Adreno 220, cùng hệ điều hành Android 2.3.5 Gingerbread. Phiên bản Hàn Quốc còn nhận được bản cập nhật lên Android 4.0.4 ICS và 4.1 Jelly Bean.